# عماد أبو زهرة
عماد أبو زهرة (ت. 1968 - 12 يوليو / تموز 2002) صحفي مصور مستقل عمل في مدينة جنين بفلسطين. أسس عماد صحيفة محلية خاصة به في جنين أثارت جدلاً واسعاً وتوقفت عن الصدور بعد خمسة أعداد. وأثناء عمله في الميدان قُتل أبو زهرة برصاصة أطلقتها قوات الاحتلال الإسرائيلي. وهو ثالث صحفي يُقتل في الانتفاضة الفلسطينية الثانية.

## حياته الشخصية
وُلِد عماد في الستينيات وعاش في جنين بفلسطين طوال فترة شبابه. وأتقن أربع لغات مختلفة، منها العربية والعبرية والإنجليزية. وحصل على شهادة من جامعة ليستر، ثم حصل على القبول لدراسة الاتصالات الجماهيرية في إنجلترا للحصول على شهادة ثانية وقُتل. ولا عائله له إلا والده صبحي ووالدته.

## حياته المهنية
بدأ عماد أبو زهرة في تأسيس صحيفة مستقلة في عام 1996، فأسس صحيفة محلية للفلسطينيين المقيمين في جنين. ركزت هذه الصحيفة على القضايا التي أثرت على جنين التي أثبتت جدواها بعد خمسة أعداد فقط من صدورها. وفي العدد الخامس نشر مقالاً لم يعجب اتحاد العمال في جنين ورئيس البلدية. فقد بين مقال في الصحيفة كيف جرى صرف أموال لاستئجار مقر جديد للاتحاد العام للعمال في جنين. ورغم أن هذ المقال بين الحاجة إلى التجديدات الجديدة، إلا أنها تحدثت بصورة سيئة عن الظروف الحالية. وردًا على هذه المقالة سعى الاتحاد إلى توجيه اتهامات له بالتشهير. لم يُدان عماد ولم يُسجن. ورغم أنه كان بوسعه مواصلة إصدار الصحيفة بعد هذه الواقعة، إلا أنه لم يكن بوسعه أن يدعم مالياً تجديد صحيفته. أكمل عماد مسيرته المهنية مصورًا مستقلًا ومترجمًا للصحفيين الأجانب حتى وفاته في عام 2002.